# Вулиця Курчатова (Мелітополь)
Вулиця Курча́това — вулиця в місті Мелітополь, селище Піщане. Названа на честь радянського фізика-ядерника Ігоря Васильовича Курчатова (1903-1960). Починається від провулка Павла Сивицького, спускається з гори, перетинаючи провулок без назви між вулицями Михайла Оратовського та Бєлякова, сполучається міждворовим проїздом з вулицею Грибоєдова, перетинає вулицю Павла Сивицького і закінчується, повертаючи праворуч під прямим кутом і виходом праворуч під прямим кутом.
Територія, на якій знаходиться вулиця, з 1860-х років входила до складу села Піщане. Але великі сільські городи нинішньою вулицею Белякова стулялися з городами нинішньою вулицею Михайла Оратовського, і жодних вулиць між Белякова і М. Оратовського на той час не було. 1939 року село Піщане увійшло до складу Мелітополя.
Рішення про прокладання вулиці Курчатова на місці колишніх городів вулиць М. Оратовського та Бєлякова було ухвалено 6 липня 1967 року. Роком раніше була прорізана вулиця Грибоєдова, а через рік пізніше — Моторна.
Вулиця була вкрита щебенем, в 2000-і роки стан дорожнього покриття сильно погіршився, але в 2009 вулиця була прогрейдована . 2008 року було відновлено вуличне освітлення.
Забудована приватними будинками. На перехресті з вулицею П. Сивицького знаходиться водокачка (діє з 1956—1958 років).

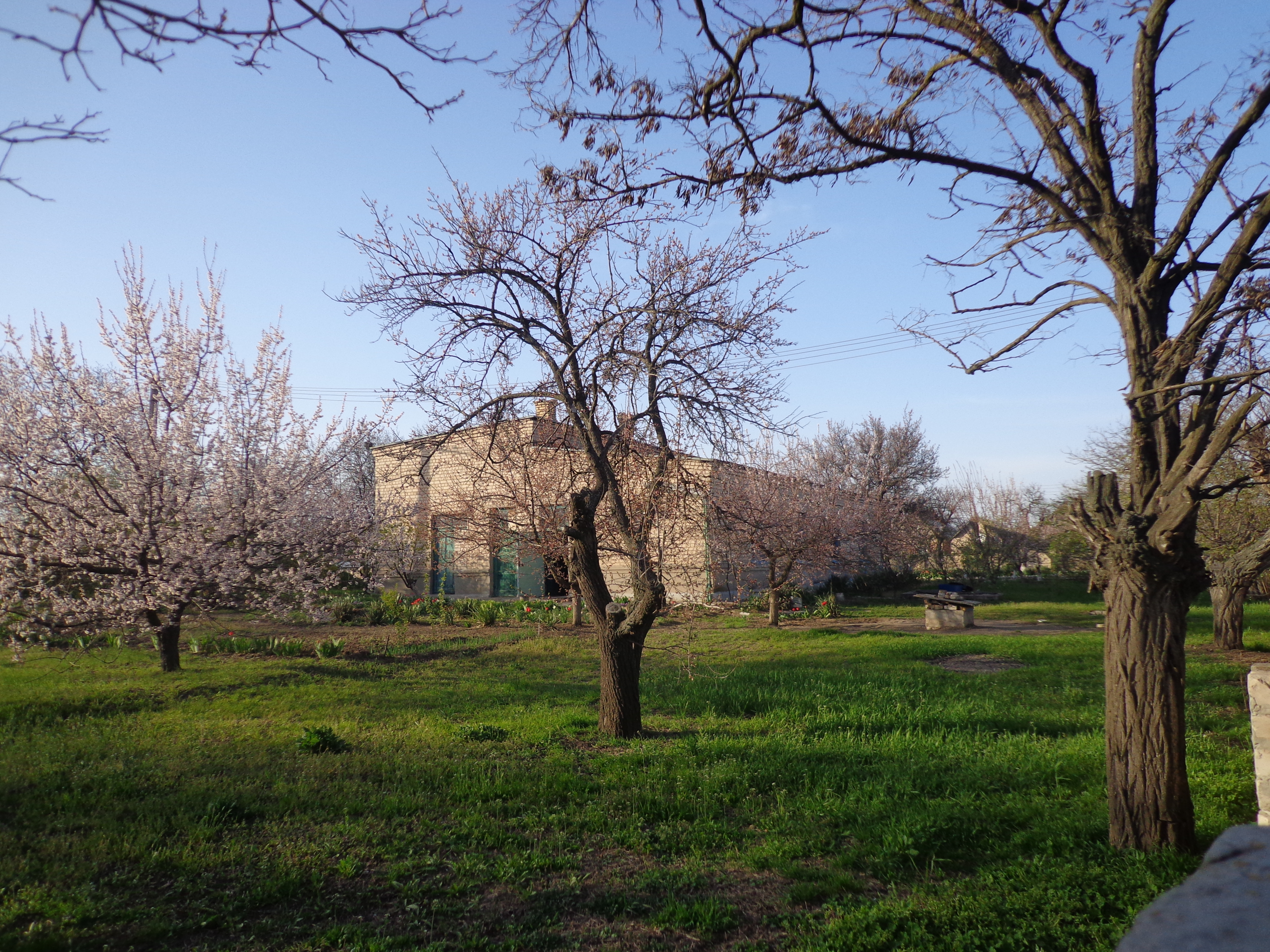
Водокачка на перехресті з вул. Павла Сивицького (вигляд поверх паркану)
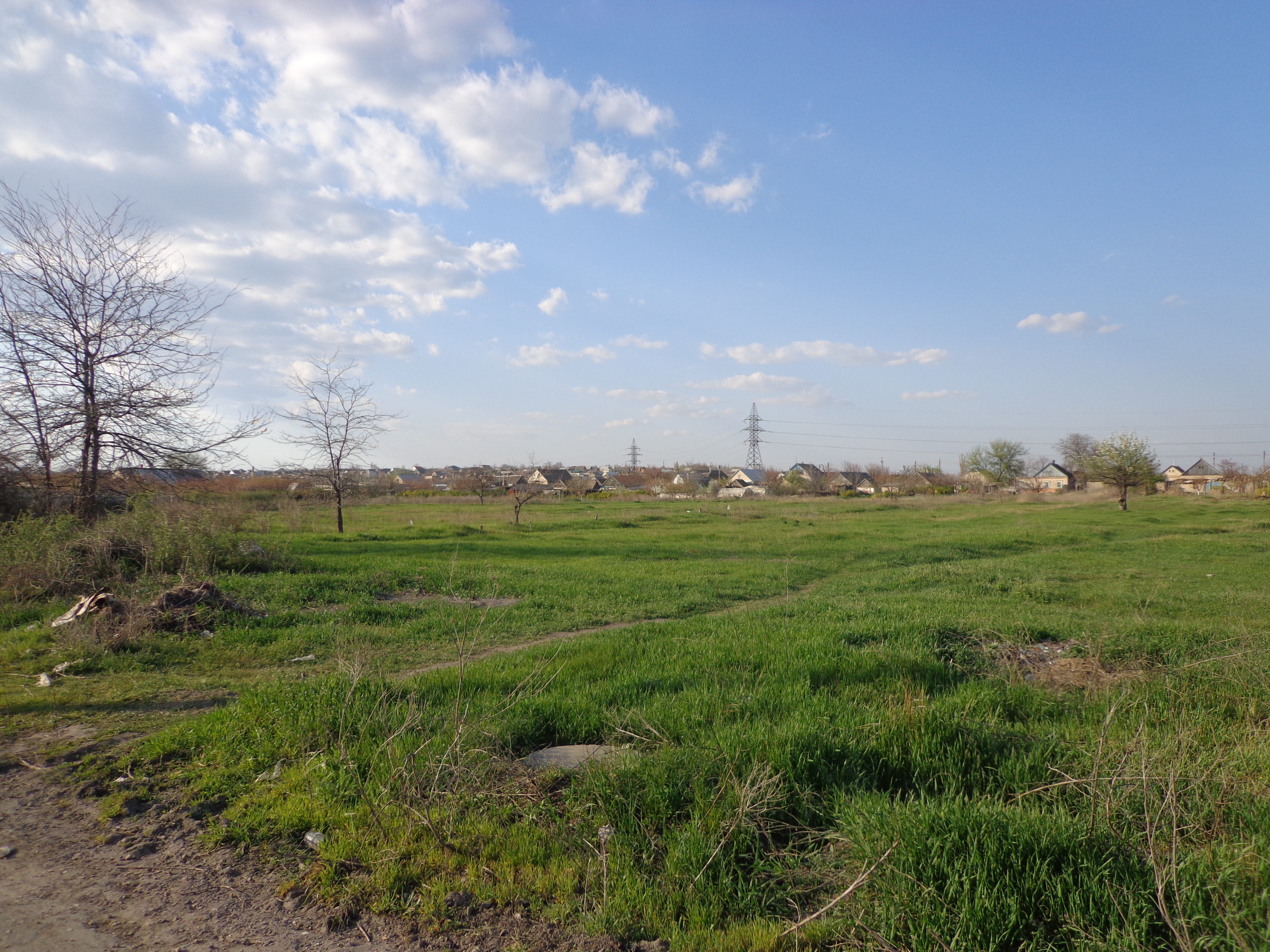
Пустир та стежка на вул. Грибоєдова
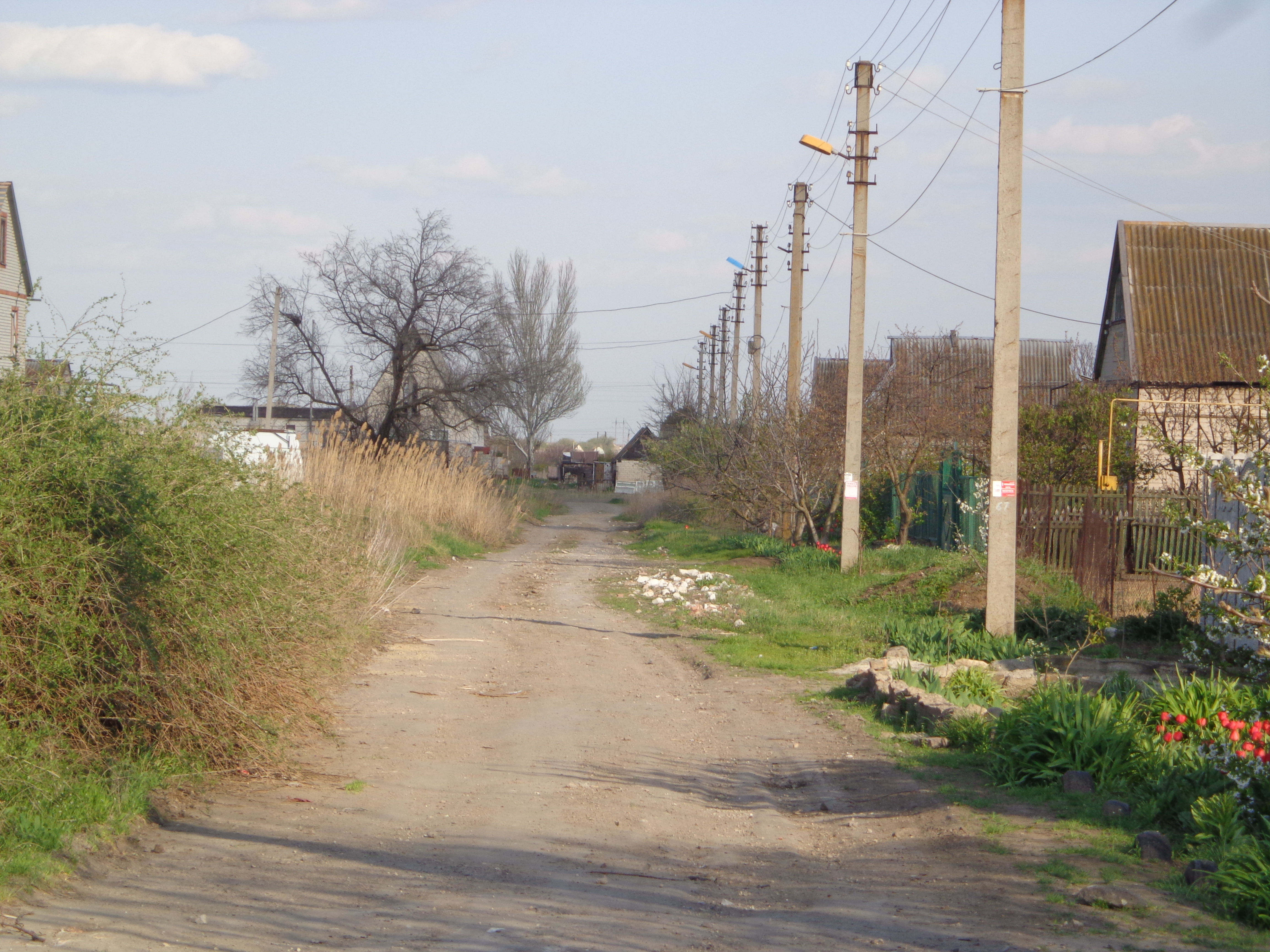
Кінець вулиці